# Liste der Kulturdenkmäler in Schlüchtern
Die folgende Liste enthält die in der Denkmaltopographie ausgewiesenen Kulturdenkmäler auf dem Gebiet  der  Stadt Schlüchtern, Main-Kinzig-Kreis, Hessen.
Hinweis: Die Reihenfolge der Denkmäler in dieser Liste orientiert sich zunächst an Stadtteilen und anschließend der Anschrift, alternativ ist sie auch nach der Bezeichnung, der vom Landesamt für Denkmalpflege vergebenen Nummer oder der Bauzeit sortierbar.
Kulturdenkmäler werden fortlaufend im Denkmalverzeichnis des Landes Hessen durch das Landesamt für Denkmalpflege Hessen auf Basis des Hessischen Denkmalschutzgesetzes (HDSchG) geführt. Die Schutzwürdigkeit eines Kulturdenkmals hängt nicht von der Eintragung in das Denkmalverzeichnis des Landes Hessen oder der Veröffentlichung in der Denkmaltopographie ab.

Das Denkmalverzeichnis für diesen Bereich liegt noch nicht vor. Die bisher bekannten Bau- und Kunstdenkmäler hat das Landesamt für Denkmalpflege Hessen in sogenannten Arbeitslisten erfasst. Den Arbeitslisten liegen Erkenntnisse aus Akten, Ortsbegehungen und Denkmalinventaren, jedoch keine neuere systematische Forschung, zugrunde. Die Benehmensherstellung mit der Gemeinde gemäß § 11 Abs. 1 HDSchG ist noch nicht erfolgt.
Das Vorhandensein oder Fehlen eines Objekts in dieser Liste ist keine rechtsverbindliche Auskunft darüber, ob es Kulturdenkmal ist oder nicht: Diese Liste entspricht möglicherweise nicht dem aktuellen Stand der offiziellen Denkmaltopographie. Diese ist für Hessen in den entsprechenden Bänden der Denkmaltopographie Bundesrepublik Deutschland und im Internet unter DenkXweb – Kulturdenkmäler in Hessen einsehbar. Auch diese Quellen sind, obwohl sie durch das Landesamt für Denkmalpflege Hessen aktualisiert werden, nicht immer aktuell, da es im Denkmalbestand immer wieder Änderungen gibt.
Eine verbindliche Auskunft erteilt allein das Landesamt für Denkmalpflege Hessen.
Nutze diese Kartenansicht, um Koordinaten in der Liste zu setzen. In dieser Kartenansicht sind Kulturdenkmale ohne Koordinaten mit einem roten bzw. orangen Marker dargestellt und können in der Karte gesetzt werden. Kulturdenkmale ohne Bild sind mit einem blauen bzw. roten Marker gekennzeichnet, Kulturdenkmale mit Bild mit einem grünen bzw. orangen Marker.

## Gesamtanlagen
| Bild                | Bezeichnung              | Lage             | Beschreibung | Bauzeit | Objekt-Nr. |
| ------------------- | ------------------------ | ---------------- | ------------ | ------- | ---------- |
| Bild gesucht BW     | Ortskern (Am Buchenberg) | ‌Ahlersbach‌ Lage  |              |         | 826603 DDB |
| Alter Ortskern      | Alter Ortskern           | ‌Elm‌ Lage         |              |         | 826217 DDB |
| Bild gesucht BW     | Eisenbahnersiedlung      | ‌Elm‌ Lage         |              |         | 826617 DDB |
| Bild gesucht BW     | Alter Ortskern           | ‌Herolz‌ Lage      |              |         | 826639 DDB |
| Bild gesucht BW     | Altstadt                 | ‌Schlüchtern‌ Lage |              |         | 826180 DDB |
| Bereich Linsengasse | Bereich Linsengasse      | ‌Schlüchtern‌ Lage |              |         | 826708 DDB |
| Bild gesucht BW     | Bereich Lotichiusstraße  | ‌Schlüchtern‌ Lage |              |         | 826707 DDB |
| Bild gesucht BW     | Alter Ortskern           | Ramholz Lage     |              |         | 826298 DDB |

## Kulturdenkmäler nach Ortsteilen

### Ahlersbach
| Bild            | Bezeichnung  | Lage                                           | Beschreibung | Bauzeit | Objekt-Nr. |
| --------------- | ------------ | ---------------------------------------------- | ------------ | ------- | ---------- |
| Bild gesucht BW | Backhaus     | Am Buchenberg LageFlur: 1, Flurstück: 77       |              |         | 826681 DDB |
| Bild gesucht BW | Ehem. Schule | Am Buchenberg 3 LageFlur: 1, Flurstück: 23     |              |         | 826602 DDB |
| Bild gesucht BW |              | Am Buchenberg 6b LageFlur: 1, Flurstück: 15/23 |              |         | 826216 DDB |
| Bild gesucht BW | Grenzstein   | Hornfeld LageFlur: 2, Flurstück: 24/4          |              |         | 826604 DDB |

### ‌Breitenbach‌
| Bild            | Bezeichnung  | Lage                                              | Beschreibung | Bauzeit | Objekt-Nr. |
| --------------- | ------------ | ------------------------------------------------- | ------------ | ------- | ---------- |
| Bild gesucht BW | Dorftränke   | Kohlweg LageFlur: 1, Flurstück: 35/1              |              |         | 826607 DDB |
| Bild gesucht BW | Backhaus     | Kressenbacher Straße LageFlur: 1, Flurstück: 73/3 |              |         | 826606 DDB |
| Bild gesucht BW |              | Kressenbacher Straße 8 LageFlur: 1, Flurstück: 43 |              |         | 826485 DDB |
| Bild gesucht BW | Ehem. Schule | Lange Straße 24 LageFlur: 1, Flurstück: 104       |              |         | 826608 DDB |
| Bild gesucht BW | Ehem. Schule | Mittelweg 12 LageFlur: 2, Flurstück: 40           |              |         | 826609 DDB |
| Bild gesucht BW | Ev. Kirche   | Wallrother Straße LageFlur: 2, Flurstück: 35      |              |         | 826231 DDB |
| Bild gesucht BW | Friedhof     | Wallrother Straße LageFlur: 2, Flurstück: 102/1   |              |         | 826605 DDB |

### Elm
| Bild                  | Bezeichnung                          | Lage | Beschreibung | Bauzeit | Objekt-Nr. |
| --------------------- | ------------------------------------ | --- | ------------ | ------- | ---------- |
| Bild gesucht BW       | Brandensteiner Mühle                 | Brandensteiner Mühle LageFlur: 9, Flurstück: 15/1                                                                      |              |         | 826218 DDB |
| Backhaus              | Backhaus                             | Brückenstraße LageFlur: 2, Flurstück: 91                                                                               |              |         | 826610 DDB |
|                       |                                      | Brückenstraße 1 LageFlur: 2, Flurstück: 96                                                                             |              |         | 826219 DDB |
|                       |                                      | Brückenstraße 4 LageFlur: 2, Flurstück: 21                                                                             |              |         | 826614 DDB |
| Ehem. Schule          | Ehem. Schule                         | Brückenstraße 8 LageFlur: 2, Flurstück: 29                                                                             |              |         | 826225 DDB |
| weitere Bilder        | Ev. Kirche mit Kirchhof              | Brückenstraße 10, Am Weinberg LageFlur: 2, Flurstück: 26, 27                                                           |              |         | 826227 DDB |
|                       |                                      | Brückenstraße 11 LageFlur: 2, Flurstück: 104                                                                           |              |         | 826220 DDB |
|                       |                                      | Brückenstraße 12 LageFlur: 2, Flurstück: 33                                                                            |              |         | 826612 DDB |
|                       |                                      | Brückenstraße 13 LageFlur: 2, Flurstück: 105                                                                           |              |         | 826221 DDB |
|                       |                                      | Brückenstraße 17 LageFlur: 2, Flurstück: 106                                                                           |              |         | 826222 DDB |
|                       |                                      | Brückenstraße 19 LageFlur: 2, Flurstück: 108                                                                           |              |         | 826223 DDB |
| Bild gesucht BW       | Ehem. Gasthaus Zu den Sieben Brüdern | Brückenstraße 48, 46 LageFlur: 2, Flurstück: 72                                                                        |              |         | 826525 DDB |
| Bild gesucht BW       | Ebertsberg-Tunnel                    | Ebersberg, Ebersbergweg, Weigels LageFlur: 10, Flurstück: 48, 49, 52/2, 56, 57                                         |              |         | 923994 DDB |
| Bild gesucht BW       | Eisenbahnbrücke                      | Eckelsgraben, Nirgels LageFlur: 14, Flurstück: 28, 29                                                                  |              |         | 952560 DDB |
| Bild gesucht BW       |                                      | Eckelsweg 6, 6a LageFlur: 2, Flurstück: 15                                                                             |              |         | 826616 DDB |
| Bild gesucht BW       |                                      | Eisenbahnstraße 47 LageFlur: 4, Flurstück: 50                                                                          |              |         | 826506 DDB |
|                       |                                      | Eisenbahnstraße 49 LageFlur: 4, Flurstück: 46                                                                          |              |         | 826451 DDB |
| Bild gesucht BW       | Brandenstein-Tunnel                  | Große Acker, Eselskopf, Escheberg, Alte Huttener Straße LageFlur: 7, 9, 10, Flurstück: 16, 17, 10, 1/2, 2, 9/2, 55, 56 |              |         | 923993 DDB |
| Bild gesucht BW       | Backhaus                             | Gundhelmer Straße LageFlur: 1, Flurstück: 232                                                                          |              |         | 826887 DDB |
| Bild gesucht BW       |                                      | Gundhelmer Straße 11 LageFlur: 1, Flurstück: 91                                                                        |              |         | 826648 DDB |
|                       |                                      | Huttener Straße 1 LageFlur: 2, Flurstück: 19                                                                           |              |         | 826228 DDB |
| Bild gesucht BW       |                                      | Huttener Straße 3 LageFlur: 2, Flurstück: 18/1                                                                         |              |         | 826618 DDB |
|                       |                                      | Huttener Straße 4 LageFlur: 1, Flurstück: 83                                                                           |              |         | 826226 DDB |
| Ev. Pfarrhaus         | Ev. Pfarrhaus                        | Huttener Straße 5 LageFlur: 3, Flurstück: 153                                                                          |              |         | 826619 DDB |
| Elmerland Grundschule | Elmerland Grundschule                | Huttener Straße 13 LageFlur: 3, Flurstück: 145                                                                         |              |         | 826620 DDB |
| Bild gesucht BW       | Villa Tann                           | Huttener Straße 46 LageFlur: 6, Flurstück: 100/1, 100/2                                                                |              |         | 826306 DDB |
| Bild gesucht BW       | Ehem. Gasthaus Zum Kühlen Grund      | Huttener Straße 48 LageFlur: 6, Flurstück: 82                                                                          |              |         | 826524 DDB |
| Bild gesucht BW       | Hochbehälter                         | Mäuernköpfchen LageFlur: 14, Flurstück: 22                                                                             |              |         | 826615 DDB |
| Bild gesucht BW       | Dreiherrenstein                      | Neuberg LageFlur: 9, Flurstück: 44                                                                                     |              |         | 826650 DDB |
| Bild gesucht BW       | Denkmal Absturz Lufthansa-Flug 19    | Seumerts LageFlur: 6, Flurstück: 4                                                                                     |              |         | 826623 DDB |
| Bild gesucht BW       | Ehem. Portland-Zementwerk            | Zementwerk 2 LageFlur: 6, Flurstück: 118, 119                                                                          |              |         | 826523 DDB |

### ‌Gundhelm‌
| Bild            | Bezeichnung                        | Lage                                                                                           | Beschreibung | Bauzeit | Objekt-Nr. |
| --------------- | ---------------------------------- | ---------------------------------------------------------------------------------------------- | ------------ | ------- | ---------- |
| Bild gesucht BW | Ehem. NATO-Lager                   | Am Sparhof 1, Weißbachsberg, Schwarzbacher Schlag, Alter Heegwald LageFlur: 7, Flurstück: 45/1 |              |         | 826809 DDB |
| Bild gesucht BW | Ev. Kindergarten                   | Dorfwiesenweg 4 LageFlur: 1, Flurstück: 200                                                    |              |         | 826235 DDB |
|                 |                                    | Fliedener Straße 19, Sand LageFlur: 2, Flurstück: 63, 69                                       |              |         | 826232 DDB |
|                 |                                    | Schwarzbachstraße 9 LageFlur: 1, Flurstück: 44                                                 |              |         | 826233 DDB |
| Bild gesucht BW | Bacheinfassung mit Brücke und Trog | Weißbachstraße LageFlur: 1, Flurstück: 146, 32                                                 |              |         | 826236 DDB |
| weitere Bilder  | Ev. Kirche mit Kirchhof            | Weißbachstraße 2, Fliedener Straße LageFlur: 2, Flurstück: 34, 37                              |              |         | 826238 DDB |
| Pfarrhof        | Pfarrhof                           | Weißbachstraße 5 LageFlur: 1, Flurstück: 8                                                     |              |         | 826515 DDB |
| Bild gesucht BW | Altenteiler, Torpfosten            | Weißbachstraße 21 LageFlur: 1, Flurstück: 26                                                   |              |         | 826626 DDB |
|                 |                                    | Weißbachstraße 36 LageFlur: 1, Flurstück: 144                                                  |              |         | 826237 DDB |

### Herolz
| Bild            | Bezeichnung                | Lage                                                 | Beschreibung | Bauzeit | Objekt-Nr. |
| --------------- | -------------------------- | ---------------------------------------------------- | ------------ | ------- | ---------- |
| Bild gesucht BW | Backhaus                   | Ahlersbacher Straße LageFlur: 1, Flurstück: 42       |              |         | 826629 DDB |
| Bild gesucht BW |                            | Ahlersbacher Straße 12 LageFlur: 1, Flurstück: 40    |              |         | 826628 DDB |
| Bild gesucht BW | Kath. Pfarrhaus            | Brückenauer Straße 56 LageFlur: 1, Flurstück: 20     |              |         | 826630 DDB |
| Bild gesucht BW | Kath. Kirche St. Jakobus   | Brückenauer Straße 58 LageFlur: 1, Flurstück: 23, 24 |              |         | 826241 DDB |
| Bild gesucht BW |                            | Brückenauer Straße 93 LageFlur: 1, Flurstück: 206    |              |         | 826631 DDB |
| Bild gesucht BW |                            | Eckebornstraße 5 LageFlur: 1, Flurstück: 54/2        |              |         | 826632 DDB |
| Bild gesucht BW |                            | Eckebornstraße 9 LageFlur: 1, Flurstück: 5           |              |         | 826633 DDB |
| Bild gesucht BW |                            | Eckebornstraße 11 LageFlur: 1, Flurstück: 4          |              |         | 826634 DDB |
| Bild gesucht BW | Bildstock                  | Engelsweg LageFlur: 3, Flurstück: 29/8               |              |         | 826638 DDB |
| Bild gesucht BW |                            | Mitteldorf 5 LageFlur: 2, Flurstück: 86              |              |         | 826637 DDB |
| Bild gesucht BW | Wegekreuz                  | Riedweg LageFlur: 4, Flurstück: 8/6                  |              |         | 826627 DDB |
| Bild gesucht BW | Hofgut Dr. Lotich          | Sannerzer Straße 15 LageFlur: 3, Flurstück: 23/1     |              |         | 826888 DDB |
| Bild gesucht BW | Friedhofskapelle und Kreuz | Unterm Giebel LageFlur: 1, Flurstück: 170            |              |         | 826636 DDB |

### Hohenzell
| Bild            | Bezeichnung                      | Lage                                                     | Beschreibung                | Bauzeit | Objekt-Nr. |
| --------------- | -------------------------------- | -------------------------------------------------------- | --------------------------- | ------- | ---------- |
| Bild gesucht BW | Ehemalige Schule                 | Am Schloßborn 5 LageFlur: 1, Flurstück: 77/1             | Heute Dorfgemeinschaftshaus |         | 826642 DDB |
| Bild gesucht BW |                                  | Bellingser Straße 16 LageFlur: 2, Flurstück: 120/8       |                             |         | 826647 DDB |
| Bild gesucht BW | Hofgut Lindenberg                | Hofgut Lindenberg 1 LageFlur: 13, Flurstück: 17/10, 17/9 |                             |         | 826644 DDB |
| Bild gesucht BW | Evangelische Kirche mit Ehrenmal | Spessartstraße 10 LageFlur: 2, Flurstück: 77             |                             |         | 826242 DDB |
| Bild gesucht BW |                                  | Spessartstraße 24 LageFlur: 2, Flurstück: 59/3           |                             |         | 826643 DDB |
| Bild gesucht BW | Ehemalige Zehntscheune           | Zehntstraße 4 LageFlur: 2, Flurstück: 74                 |                             |         | 826490 DDB |

### Hutten
| Bild                | Bezeichnung         | Lage                                          | Beschreibung | Bauzeit | Objekt-Nr. |
| ------------------- | ------------------- | --------------------------------------------- | ------------ | ------- | ---------- |
| Bild gesucht BW     | Dorflinde           | An der Linde LageFlur: 2, Flurstück: 51       |              |         | 826651 DDB |
| Bild gesucht BW     | Friedhof            | Bornwiesen LageFlur: 5, Flurstück: 75         |              |         | 826652 DDB |
| Ehemalige Schule    | Ehemalige Schule    | Pestalozzistraße 5 LageFlur: 5, Flurstück: 49 |              |         | 826246 DDB |
| Evangelische Kirche | Evangelische Kirche | Pestalozzistraße 6 LageFlur: 5, Flurstück: 45 |              |         | 826244 DDB |
| Bild gesucht BW     |                     | Pestalozzistraße 8 LageFlur: 5, Flurstück: 46 |              |         | 826248 DDB |
|                     |                     | Rhönstraße 4 LageFlur: 5, Flurstück: 33       |              |         | 826654 DDB |
|                     |                     | Rhönstraße 6 LageFlur: 5, Flurstück: 36       |              |         | 826653 DDB |
|                     |                     | Rhönstraße 8 LageFlur: 5, Flurstück: 38       |              |         | 826889 DDB |
| Bild gesucht BW     | Backhaus            | Rückerser Straße LageFlur: 2, Flurstück: 31   |              |         | 826243 DDB |

### ‌Kressenbach‌
| Bild            | Bezeichnung         | Lage                                                   | Beschreibung | Bauzeit | Objekt-Nr. |
| --------------- | ------------------- | ------------------------------------------------------ | ------------ | ------- | ---------- |
| Bild gesucht BW | Evangelische Kirche | Fliederweg 1 LageFlur: 1, Flurstück: 3                 |              |         | 826250 DDB |
| Bild gesucht BW | Backhaus            | Freiensteinauer Straße LageFlur: 1, Flurstück: 68      |              |         | 826709 DDB |
| Bild gesucht BW |                     | Freiensteinauer Straße 11 LageFlur: 1, Flurstück: 66/3 |              |         | 826655 DDB |
| Bild gesucht BW |                     | Freiensteinauer Straße 13 LageFlur: 1, Flurstück: 67/1 |              |         | 826656 DDB |

### Niederzell
| Bild                               | Bezeichnung                        | Lage                                                                        | Beschreibung | Bauzeit | Objekt-Nr. |
| ---------------------------------- | ---------------------------------- | --------------------------------------------------------------------------- | ------------ | ------- | ---------- |
| Bild gesucht BW                    | Friedhof                           | Alte Bellingser Straße LageFlur: 3, Flurstück: 142                          |              |         | 826251 DDB |
| Petrus-Lotichius-Kirche Niederzell | Petrus-Lotichius-Kirche Niederzell | Alte Bellingser Straße 3 LageFlur: 3, Flurstück: 108                        |              |         | 826252 DDB |
| Bild gesucht BW                    | Brücken über den Auerbach          | Auerbach, Frankfurt-Leipziger-Straße 12 LageFlur: 3, Flurstück: 101/8, 99/1 |              |         | 826253 DDB |
| Bild gesucht BW                    |                                    | Auerbachwinkel 2 LageFlur: 3, Flurstück: 106/2                              |              |         | 826659 DDB |
| Bild gesucht BW                    | Backhaus                           | Auerbachwinkel, Auerbach LageFlur: 3, Flurstück: 101/8, 102                 |              |         | 826660 DDB |
| Ehem. Zehntscheune                 | Ehem. Zehntscheune                 | Frankfurt-Leipziger-Straße 10 LageFlur: 3, Flurstück: 158/5                 |              |         | 826514 DDB |
| Bild gesucht BW                    |                                    | Frankfurt-Leipziger-Straße 11 LageFlur: 3, Flurstück: 15/1                  |              |         | 826658 DDB |
| Bild gesucht BW                    |                                    | Frankfurt-Leipziger-Straße 9 LageFlur: 3, Flurstück: 14/3                   |              |         | 826657 DDB |

### ‌Schlüchtern‌
| Bild                            | Bezeichnung                                            | Lage | Beschreibung             | Bauzeit | Objekt-Nr. |
| ------------------------------- | ------------------------------------------------------ | --- | ------------------------ | ------- | ---------- |
| Bild gesucht BW                 | Acis-Brunnen                                           | Acisbrunnen LageFlur: 27, Flurstück: 62/2 |                          |         | 826713 DDB |
| Bild gesucht BW                 | Trafoturm                                              | Alte Ahlersbacher Straße LageFlur: 17, Flurstück: 146/5 |                          |         | 826680 DDB |
| Bild gesucht BW                 | Landhaus Wolf                                          | Alte Bahnhofstraße 33 LageFlur: 30, Flurstück: 142/6 |                          |         | 826486 DDB |
| Bild gesucht BW                 |                                                        | An den Mauerwiesen 1 LageFlur: 16, Flurstück: 302/6 |                          |         | 826691 DDB |
| weitere Bilder                  | Bahnhofsempfangsgebäude                                | Bahnhof Schlüchtern (Am Bahnhof o. Nr.), Bahnstrecke Frankfurt-Göttingen LageFlur: 27, Flurstück: 47/7, 51/10 |                          | 1868    | 826507 DDB |
| Bild gesucht BW                 | Wohnhaus Thaler                                        | Bahnhofstraße 20 LageFlur: 30, Flurstück: 23/2 |                          |         | 826315 DDB |
| Bild gesucht BW                 | Villa Steinbach                                        | Bahnhofstraße 28 LageFlur: 30, Flurstück: 38/1 |                          |         | 826317 DDB |
| Bild gesucht BW                 |                                                        | Bahnhofstraße 32 LageFlur: 30, Flurstück: 155 |                          |         | 826318 DDB |
| Bild gesucht BW                 | Villa Rüllmann                                         | Bahnhofstraße 36 LageFlur: 30, Flurstück: 153/1 |                          |         | 826319 DDB |
| Bild gesucht BW                 |                                                        | Bahnhofstraße 38 LageFlur: 30, Flurstück: 151 |                          |         | 826320 DDB |
| Bild gesucht BW                 | Villa Sonnenblick                                      | Bahnhofstraße 40 LageFlur: 30, Flurstück: 150 |                          |         | 826321 DDB |
| Bild gesucht BW                 | Ziegenberg-Brücke                                      | Bahnstrecke Frankfurt - Göttingen, In der Mätschbach LageFlur: 2, Flurstück: 18, 19/9 |                          |         | 826508 DDB |
| Bild gesucht BW                 | Südwestportal Schlüchterner Tunnel (Distelrasentunnel) | Bahnstrecke Frankfurt - Göttingen, Weizelsrain, L 3292, In der Mäusehege, , Im Straßfeld, , Im Mordgraben, Heidenkopf, Distelrasen, Bei der alten Straße, Alte Straße LageFlur: 1, 2, 9, 10, Flurstück: 20/37, 41/1, 42/1, 43/17, 44/2, 44/5, 45/2, 45/3, 45/5, 45/6, 5, 18, 32, 58/2, 59, 60, 61, 62, 65, 1/4, 28/3, 28/4, 28/5, 28/6, 29/4, 29/7, 30/2, 30/3, 32/1, 32/3, 23/1, 24/2, 25, 27 |                          |         | 923975 DDB |
| Bild gesucht BW                 | Friedensgärtchen mit Kriegerdenkmal                    | Brückenauer Straße LageFlur: 17, Flurstück: 137/5 |                          |         | 826679 DDB |
|                                 |                                                        | Brückenauer Straße 5 LageFlur: 17, Flurstück: 203/1 |                          |         | 826182 DDB |
| Bild gesucht BW                 |                                                        | Brückenauer Straße 29 LageFlur: 11, Flurstück: 112/4 |                          |         | 826184 DDB |
| Bild gesucht BW                 | Evangelische Pfarrhaus                                 | Dreibrüderstraße LageFlur: 13, Flurstück: 26/1 |                          |         | 826310 DDB |
| Bild gesucht BW                 |                                                        | Dreibrüderstraße 9 LageFlur: 13, Flurstück: 15 |                          |         | 826311 DDB |
| Bild gesucht BW                 | Ehemaliges Amtsgericht                                 | Dreibrüderstraße 12 LageFlur: 12, Flurstück: 117 |                          |         | 826487 DDB |
| Bild gesucht BW                 |                                                        | Fuldaer Straße 7 LageFlur: 13, Flurstück: 107 |                          |         | 826682 DDB |
| Bild gesucht BW                 |                                                        | Fuldaer Straße 8 LageFlur: 13, Flurstück: 14 |                          |         | 826186 DDB |
| Bild gesucht BW                 |                                                        | Fuldaer Straße 9 LageFlur: 13, Flurstück: 110/2 |                          |         | 826688 DDB |
| Bild gesucht BW                 |                                                        | Fuldaer Straße 15 LageFlur: 13, Flurstück: 114/1 |                          |         | 826683 DDB |
| Bild gesucht BW                 |                                                        | Fuldaer Straße 17 LageFlur: 13, Flurstück: 115 |                          |         | 826684 DDB |
| Bild gesucht BW                 |                                                        | Fuldaer Straße 20 LageFlur: 10, Flurstück: 5/5 |                          |         | 826686 DDB |
| Bild gesucht BW                 |                                                        | Fuldaer Straße 21 LageFlur: 13, Flurstück: 116/1, 117/4 |                          |         | 826312 DDB |
| Bild gesucht BW                 |                                                        | Fuldaer Straße 22 LageFlur: 10, Flurstück: 6/1 |                          |         | 826687 DDB |
| Bild gesucht BW                 |                                                        | Fuldaer Straße 24 LageFlur: 10, Flurstück: 7/2 |                          |         | 826314 DDB |
| Bild gesucht BW                 | Villa Rollmann                                         | Gartenstraße 3 LageFlur: 12, Flurstück: 116/8 |                          |         | 826313 DDB |
| Bild gesucht BW                 | Bedienstetenwohnhaus                                   | Gartenstraße 5 LageFlur: 12, Flurstück: 116/66 |                          |         | 826309 DDB |
| Bild gesucht BW                 | Kreishaus                                              | Gartenstraße 7 LageFlur: 12, Flurstück: 116/67 |                          |         | 826307 DDB |
| Bild gesucht BW                 |                                                        | Grabenstraße 11 LageFlur: 14, Flurstück: 532/32 |                          |         | 826187 DDB |
| Bild gesucht BW                 | Villa Schreiber                                        | Helfendorfweg 2 LageFlur: 30, Flurstück: 37/3 |                          |         | 826322 DDB |
| weitere Bilder                  | Benediktinerkloster                                    | Im Kloster 1, Mauerwiesem, Im Kloster 4, Im Kloster 5, Im Kloster 3, Im Kloster LageFlur: 16, 18, Flurstück: 122/1, 135/7, 392/131, 393/131, 1/10, 1/11 |                          |         | 826204 DDB |
| Bild gesucht BW                 |                                                        | Kirchstraße 8, 10 LageFlur: 16, Flurstück: 181, 182, 183/1 |                          |         | 826191 DDB |
| weitere Bilder                  | Ev. Stadtkirche St. Michael mit Ehrenfriedhof          | Kirchstraße 11 LageFlur: 16, Flurstück: 275/1 |                          |         | 826185 DDB |
| Bild gesucht BW                 | Ev. Pfarrhaus                                          | Kirchstraße 14 LageFlur: 16, Flurstück: 307/44 |                          |         | 826193 DDB |
| Bild gesucht BW                 |                                                        | Kirchstraße 16 LageFlur: 16, Flurstück: 302/6 |                          |         | 826192 DDB |
|                                 |                                                        | Klosterstraße 8 LageFlur: 15, Flurstück: 21/1 |                          |         | 826692 DDB |
| Bild gesucht BW                 |                                                        | Krämerstraße 6 LageFlur: 16, Flurstück: 200/1 |                          |         | 826194 DDB |
| Bild gesucht BW                 |                                                        | Krämerstraße 12 LageFlur: 16, Flurstück: 207/1 |                          |         | 826195 DDB |
| Bild gesucht BW                 |                                                        | Krämerstraße 16 LageFlur: 16, Flurstück: 214/7 |                          |         | 826196 DDB |
| Bild gesucht BW                 |                                                        | Krämerstraße 20 LageFlur: 16, Flurstück: 221/4 |                          |         | 826197 DDB |
| Bild gesucht BW                 |                                                        | Krämerstraße 35, 37 LageFlur: 14, Flurstück: 80/12 |                          |         | 826199 DDB |
| Bild gesucht BW                 |                                                        | Krämerstraße 39, 41 LageFlur: 14, Flurstück: 86/5, 86/6 |                          |         | 826200 DDB |
|                                 |                                                        | Linsengasse 9 LageFlur: 14, Flurstück: 266 |                          |         | 826694 DDB |
|                                 |                                                        | Lotichiusstraße 16 LageFlur: 15, Flurstück: 16/1 |                          |         | 826526 DDB |
|                                 |                                                        | Lotichiusstraße 21 LageFlur: 15, Flurstück: 86 |                          |         | 826696 DDB |
|                                 |                                                        | Lotichiusstraße 27 LageFlur: 15, Flurstück: 97 |                          |         | 826697 DDB |
| Stadtschule                     | Stadtschule                                            | Lotichiusstraße 29 LageFlur: 15, Flurstück: 100/1 |                          |         | 826695 DDB |
|                                 |                                                        | Lotichiusstraße 33 LageFlur: 30, Flurstück: 13 |                          |         | 826698 DDB |
| Bild gesucht BW                 |                                                        | Lotichiusstraße 37 LageFlur: 30, Flurstück: 10/1 |                          |         | 826452 DDB |
| Bild gesucht BW                 | Villa Ludovica                                         | Ludovica-von-Stumm-Straße 3 LageFlur: 10, Flurstück: 15/7 | früher: Kreiskrankenhaus |         | 826308 DDB |
| weitere Bilder                  | Ehem. Gasthaus zum Löwen                               | Obertorstraße 2 LageFlur: 14, Flurstück: 149/9 |                          |         | 826202 DDB |
| Bild gesucht BW                 |                                                        | Obertorstraße 27 LageFlur: 14, Flurstück: 307/3 |                          |         | 826890 DDB |
| Bild gesucht BW                 |                                                        | Poststraße 2 LageFlur: 13, Flurstück: 76 |                          |         | 826201 DDB |
| Bild gesucht BW                 | Brücke                                                 | Riedbach LageFlur: 25, Flurstück: 81 |                          |         | 826678 DDB |
| weitere Bilder                  | Lautersches Schlösschen (Bergwinkelmuseum)             | Schloßstraße 15 LageFlur: 14, Flurstück: 276/30 |                          |         | 826205 DDB |
| Weitzel-Denkmal                 | Weitzel-Denkmal                                        | Schloßstraße 15 LageFlur: 14, Flurstück: 276/30 |                          |         | 826189 DDB |
| Ehemalige Landwirtschaftsschule | Ehemalige Landwirtschaftsschule                        | Schloßstraße 24 LageFlur: 30, Flurstück: 14 |                          |         | 826699 DDB |
| Bild gesucht BW                 | Grenzsteine                                            | Schloßstraße 24 LageFlur: 30, Flurstück: 14 |                          |         | 826700 DDB |
| Bild gesucht BW                 |                                                        | Schmiedsgasse 9 LageFlur: 14, Flurstück: 43 |                          |         | 826702 DDB |
| Ehemalige Lutherische Schule    | Ehemalige Lutherische Schule                           | Schmiedsgasse 13, 15 LageFlur: 14, Flurstück: 46/1, 51, 52, 55, 57, 58 |                          |         | 826207 DDB |
| Bild gesucht BW                 |                                                        | Schmiedsgasse 16 LageFlur: 14, Flurstück: 175 |                          |         | 826701 DDB |
| weitere Bilder                  | Rathaus                                                | Unter den Linden 1 LageFlur: 14, Flurstück: 226/3 |                          |         | 826209 DDB |
| weitere Bilder                  | Ehem. Gasthaus Eckebäcker                              | Unter den Linden 13 LageFlur: 16, Flurstück: 141/2 |                          |         | 826213 DDB |
| weitere Bilder                  |                                                        | Unter den Linden 15 LageFlur: 16, Flurstück: 139/3 |                          |         | 826208 DDB |
| weitere Bilder                  |                                                        | Unter den Linden 36 LageFlur: 16, Flurstück: 97/3 |                          |         | 826210 DDB |
| weitere Bilder                  | Klosterrenterei                                        | Unter den Linden 38 LageFlur: 16, Flurstück: 99/1 |                          |         | 826211 DDB |
| Stadtmauerreste                 | Stadtmauerreste                                        | Unter den Linden 38 LageFlur: 16, Flurstück: 99/1 |                          |         | 826704 DDB |
|                                 |                                                        | Unter den Linden 40 LageFlur: 16, Flurstück: 101/1 |                          |         | 826212 DDB |
| Bild gesucht BW                 |                                                        | Wassergasse 19 LageFlur: 16, Flurstück: 145/65 |                          |         | 826214 DDB |
| Bild gesucht BW                 |                                                        | Weitzelstraße 5 LageFlur: 14, Flurstück: 502/96 |                          |         | 826706 DDB |
| Bild gesucht BW                 |                                                        | Weitzelstraße 8 LageFlur: 12, Flurstück: 277/141 |                          |         | 826705 DDB |
| Bild gesucht BW                 | Kath. St.-Bonifatius-Kirche                            | Weitzelstraße 10 LageFlur: 12, Flurstück: 167/33 |                          |         | 826703 DDB |
| Bild gesucht BW                 |                                                        | Weitzelstraße 11 LageFlur: 12, Flurstück: 402/133 |                          |         | 826215 DDB |

### Vollmerz
| Bild            | Bezeichnung                            | Lage | Beschreibung | Bauzeit | Objekt-Nr. |
| --------------- | -------------------------------------- | --- | ------------ | ------- | ---------- |
| Bild gesucht BW | Brunnenkammer                          | Am Gläserberg LageFlur: 13, Flurstück: 65                                                                                                |              |         | 826293 DDB |
| Bild gesucht BW | Ehrenmal                               | Am Gläserberg LageFlur: 13, Flurstück: 60                                                                                                |              |         | 826257 DDB |
| Bild gesucht BW | Backhaus                               | Am Gläserberg LageFlur: 13, Flurstück: 76                                                                                                |              |         | 826661 DDB |
| Bild gesucht BW | Ev. Pfarrhaus                          | Am Gläserberg 2 LageFlur: 13, Flurstück: 75                                                                                              |              |         | 826258 DDB |
| Bild gesucht BW |                                        | Am Gläserberg 4 LageFlur: 13, Flurstück: 71                                                                                              |              |         | 826286 DDB |
| Bild gesucht BW |                                        | Am Gläserberg 6 LageFlur: 13, Flurstück: 72                                                                                              |              |         | 826287 DDB |
| Bild gesucht BW |                                        | Am Gläserberg 8 LageFlur: 16, Flurstück: 58/3                                                                                            |              |         | 826288 DDB |
| Bild gesucht BW |                                        | Am Gläserberg 10 LageFlur: 16, Flurstück: 58/2                                                                                           |              |         | 826289 DDB |
| Bild gesucht BW |                                        | Am Gläserberg 12 LageFlur: 16, Flurstück: 58/1                                                                                           |              |         | 826290 DDB |
| Bild gesucht BW |                                        | Am Sensenberg 2 LageFlur: 13, Flurstück: 46/3                                                                                            |              |         | 826662 DDB |
| Bild gesucht BW |                                        | Am Sensenberg 3 LageFlur: 13, Flurstück: 44                                                                                              |              |         | 826292 DDB |
| Bild gesucht BW | Bahnhof                                | An der Hinkelhöfer Hohl LageFlur: 3, Flurstück: 2/9                                                                                      |              |         | 826666 DDB |
| Bild gesucht BW |                                        | Bahnhofsweg 3 LageFlur: 2, Flurstück: 101/2                                                                                              |              |         | 826270 DDB |
| Bild gesucht BW |                                        | Bahnhofsweg 5 LageFlur: 2, Flurstück: 102                                                                                                |              |         | 826664 DDB |
| Bild gesucht BW |                                        | Borngasse 2, Hauptstraße LageFlur: 1, Flurstück: 56, 58/1                                                                                |              |         | 826277 DDB |
| Bild gesucht BW | Brücke                                 | Grennelbach LageFlur: 19, Flurstück: 22                                                                                                  |              |         | 826778 DDB |
| Bild gesucht BW | Ehem Kühlmann-Stummsches Hofgut        | Hauptstraße 2, Ramholzer Wasser, Mühlenweg, Hauptstraße, Borngasse 3, Borngasse LageFlur: 1, Flurstück: 12/1, 13, 47, 48, 66, 68/6, 88/1 |              |         | 826254 DDB |
| Bild gesucht BW |                                        | Hauptstraße 5 LageFlur: 2, Flurstück: 76                                                                                                 |              |         | 826278 DDB |
| Bild gesucht BW |                                        | Hauptstraße 7 LageFlur: 2, Flurstück: 68                                                                                                 |              |         | 826279 DDB |
| Bild gesucht BW | Stallscheune                           | Hauptstraße 12 LageFlur: 1, Flurstück: 58/1, 59                                                                                          |              |         | 826665 DDB |
| Bild gesucht BW |                                        | Hauptstraße 29 LageFlur: 1, Flurstück: 72                                                                                                |              |         | 826271 DDB |
| Bild gesucht BW |                                        | Hauptstraße 33 LageFlur: 1, Flurstück: 34/1                                                                                              |              |         | 826281 DDB |
| weitere Bilder  | Ramholz-Tunnel                         | Kinzberg, Am Gläserberg LageFlur: 16, Flurstück: 57, 61, 62/2, 63/3, 63/4, 76                                                            |              |         | 952714 DDB |
| Bild gesucht BW | Jüdischer Friedhof                     | Mühlenweg LageFlur: 1, Flurstück: 22 |              |         | 826285 DDB |
| Bild gesucht BW |                                        | Oststraße 1 LageFlur: 2, Flurstück: 112/1                                                                                                |              |         | 826276 DDB |
| Bild gesucht BW | Ehem. Maschinenhaus (Schloss Ramholz)  | Parkstraße 16 LageFlur: 12, Flurstück: 7                                                                                                 |              |         | 826291 DDB |
| weitere Bilder  | Ehem. Wirtschaftshof (Schloss Ramholz) | Parkstraße 3, 9, 7, 5, 13, 11, 1 LageFlur: 13, Flurstück: 2/2                                                                            |              |         | 826261 DDB |
| Bild gesucht BW | Ehem. Verwalterhaus (Schloss Ramholz)  | Parkstraße, Kirchwiese LageFlur: 13, Flurstück: 23/1, 7                                                                                  |              |         | 826663 DDB |
| Bild gesucht BW | Ehem. Gasthaus                         | Ramholzer Straße 2 LageFlur: 1, Flurstück: 100                                                                                           |              |         | 826283 DDB |
| weitere Bilder  | Burgruine Steckelberg                  | Steckelberg LageFlur: 12, Flurstück: 3                                                                                                   |              |         | 826255 DDB |
| weitere Bilder  | Ev. Kirche                             | Ulrich-von-Hutten-Straße 1 LageFlur: 13, Flurstück: 24                                                                                   |              |         | 826256 DDB |
| Bild gesucht BW |                                        | Ulrich-von-Hutten-Straße 3 LageFlur: 13, Flurstück: 25                                                                                   |              |         | 826294 DDB |
| Bild gesucht BW |                                        | Ulrich-von-Hutten-Straße 4 LageFlur: 13, Flurstück: 61/1                                                                                 |              |         | 826259 DDB |
| Bild gesucht BW |                                        | Ulrich-von-Hutten-Straße 23 LageFlur: 13, Flurstück: 40                                                                                  |              |         | 826297 DDB |
| Bild gesucht BW | Ehem. Försterei (Schloss Ramholz)      | Ulrich-von-Hutten-Straße 31 LageFlur: 11, Flurstück: 12                                                                                  |              |         | 826260 DDB |

### ‌Vollmerz-Hinkelhof‌
| Bild            | Bezeichnung | Lage                                             | Beschreibung | Bauzeit | Objekt-Nr. |
| --------------- | ----------- | ------------------------------------------------ | ------------ | ------- | ---------- |
| Bild gesucht BW |             | Am Dreibrüderhof 3 LageFlur: 6, Flurstück: 60    |              |         | 826640 DDB |
| Bild gesucht BW |             | Am Dreibrüderhof 15 LageFlur: 6, Flurstück: 57/4 |              |         | 826267 DDB |
| Bild gesucht BW |             | Am Dreibrüderhof 20 LageFlur: 6, Flurstück: 39   |              |         | 826269 DDB |
| Bild gesucht BW |             | Am Dreibrüderhof 45 LageFlur: 6, Flurstück: 18   |              |         | 826649 DDB |

### ‌Wallroth‌
| Bild            | Bezeichnung             | Lage                                           | Beschreibung | Bauzeit | Objekt-Nr. |
| --------------- | ----------------------- | ---------------------------------------------- | ------------ | ------- | ---------- |
| Bild gesucht BW | Ehemalige Schule        | Am Köllerfeld 2 LageFlur: 5, Flurstück: 65/1   |              |         | 826667 DDB |
| Bild gesucht BW | Friedhof                | Friedhofsweg LageFlur: 4, Flurstück: 66        |              |         | 826668 DDB |
| Bild gesucht BW | Ehemalige Zehntscheune  | Grundstraße LageFlur: 4, Flurstück: 2          |              |         | 826671 DDB |
| Bild gesucht BW | Evangelisches Pfarrhaus | Grundstraße 4 LageFlur: 5, Flurstück: 77/1     |              |         | 826263 DDB |
| Bild gesucht BW | Evangelische Kirche     | Grundstraße 7 LageFlur: 5, Flurstück: 90/1, 91 |              |         | 826262 DDB |
| Bild gesucht BW | Backhaus                | Hochstraße LageFlur: 1, Flurstück: 9/1         |              |         | 826675 DDB |
| Bild gesucht BW |                         | Hochstraße 1 LageFlur: 5, Flurstück: 74/1      |              |         | 826670 DDB |
| Bild gesucht BW | Hoale-Hof               | Hochstraße 4 LageFlur: 4, Flurstück: 26/2      |              |         | 826264 DDB |
| Bild gesucht BW |                         | Hochstraße 8 LageFlur: 4, Flurstück: 28/2      |              |         | 826672 DDB |
| Bild gesucht BW |                         | Hochstraße 24 LageFlur: 4, Flurstück: 22/1     |              |         | 826673 DDB |
| Bild gesucht BW | Backhaus                | Mühldorf LageFlur: 5, Flurstück: 13            |              |         | 826676 DDB |
| Bild gesucht BW | Backhaus                | Schulstraße LageFlur: 5, Flurstück: 72         |              |         | 826674 DDB |
| Bild gesucht BW | Wohnhaus                | Schulstraße 1 LageFlur: 5, Flurstück: 73/1     |              |         | 826677 DDB |